# Arly-Singou

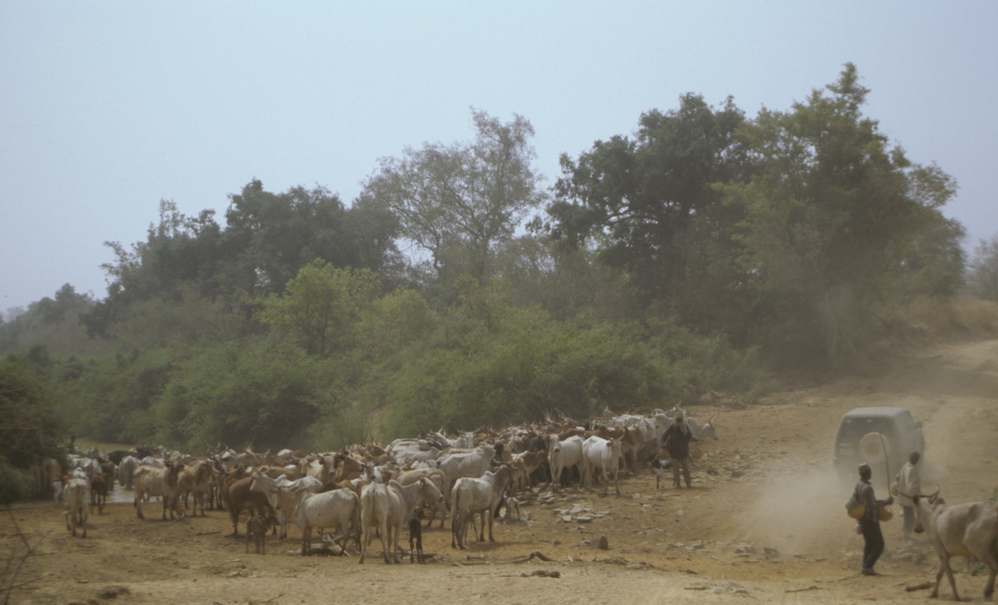
Bestiame all'interno del Parco nazionale di Arly

L'ecosistema Arly-Singou è localizzato nel Burkina Faso, e comprende alcune tra le più importanti e significative zone di savana e foresta dal punto di vista dell'ecosistema nell'intera Africa. La zona protegge quella che è considerata la più grande popolazione di leoni nell'Africa occidentale, stimata tra i 100 ed i 400 esemplari. Queste stime sono basate su due ricerche condotte in passato: mentre l'African Lion Working Group (Bauer e Van Der Merwe nel 2004) ha stimato 100 leoni nell'area, Chardonnet nel 2002 ha dichiarato che ce ne sarebbero molti di più, e precisamente 404.
Questi numeri rappresentano percentuali significative dei leoni in Africa occidentale: si stima ve ne siano tra 850 e 1160 ancora liberi in natura.
L'ecosistema racchiude due diverse aree protette con status differenti: il Parco nazionale di Arly (risultato della fusione delle riserve faunistiche di Arly e Madjoari) e la Riserva faunistica di Singou.
Il progetto per la salvaguardia dell'area ha dato vita a iniziative nuove, specialmente tramite i fondi stanziati dal governo locale. Contributori privati sono comunque accettati ed incoraggiati a partecipare all'amministrazione della zona, nella speranza di poter beneficiare di ingenti fondi esterni.
Anche se i leoni costituiscono la maggior parte della fauna dell'area, nel 1980 osservazioni aeree hanno permesso di scoprire come la popolazione di antilopi più grande dell'intera regione abita l'area stessa, e studi più recenti (Belemsobgo e Chardonnet nel 1996) indicano che la suddetta popolazione si sta incrementando rapidamente.
In passato, la specie in pericolo Lycaon pictus abitava l'Arly-Singou, ma, dopo gli ultimi avvistamenti nell'Arli National Park, la specie è considerata estinta in Burkina Faso.